# Bénya-Kipala
Ne doit pas être confondu avec Bénya-Peulh.
Bénya-Kipala est une localité située dans le département de Zabré de la province du Boulgou dans la région Centre-Est au Burkina Faso.

## Démographie
| 2003  | 2006  | 2012 |
| ----- | ----- | ---- |
| 1 445 | 1 314 | -    |

En 2006, sur les 1 314 habitants du village – regroupés en 243 ménages – 53,3 % étaient des femmes, près 50,8 % avaient moins de 14 ans, 44,8 % entre 15 et 64 ans et environ 4,4 % plus de 65 ans.

## Santé et éducation
Le centre de soins le plus proche de Bénya-Kipala est le centre médical avec antenne chirurgicale (CMA) de Zabré.
Le village possède une école primaire publique.